# Гассий, Валерий Дмитриевич
Вале́рий Дми́триевич Гассий (22 апреля 1949, Коломыя, Ивано-Франковская область, Украинская ССР, СССР — 1 февраля 2004) — советский гандболист, играл на позиции разыгрывающего.
Олимпийский чемпион 1976 года, в 5 матчах олимпийского турнира забросил 25 мячей — став самым результативным игроком советской команды.
Участник олимпийских игр 1972 года — 5-е место, забросил 11 мячей.
Чемпион СССР 1973 года. На клубном уровне выступал за клубы «Буревестник» и ЦСКА.
В честь спортсмена названа улица в Краснодаре (Россия, Краснодарский край)